# N-terminal

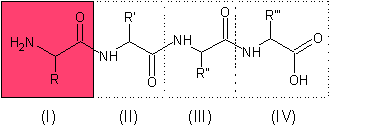
En la imagen se muestra a color el extremo N-terminal (amino-terminal) de un péptido, en el extremo opuesto se localiza el extremo C-terminal (carboxilo-terminal)

El extremo N-terminal (también conocido como amino-terminal, NH2-terminal, extremo amina) se refiere al extremo de una proteína o polipéptido que finaliza con un aminoácido que posee un grupo amino libre. La convención que existe al escribir péptidos indica que el extremo N-terminal va a la izquierda y la secuencia proteica va desde el N-terminal al C-terminal o carboxilo terminal.

## Química
Cada aminoácido posee un grupo carboxilo y un grupo amino, los cuales se unen entre sí formando una cadena mediante una reacción de deshidratación (pierden 1 molécula de agua) entre un hidrógeno del grupo amino de un aminoácido y el hidroxilo presente en el grupo carboxilo del otro aminoácido. De esta manera, las cadenas polipeptídicas poseen un extremo con un grupo carboxilo libre, o sin reaccionar, mientras que el otro extremo posee un grupo amino libre, el N-terminal.
Cuando la proteína se traduce desde el ARN mensajero, ésta se crea desde el extremo N-terminal hasta el C-terminal. El extremo amino de un aminoácido (en un tRNA cargado), durante la fase de elongación en la traducción, ataca el extremo carboxilo de la cadena polipeptídica que se está formando. Puesto que el codón de inicio del código genético codifica el aminoácido metionina, la mayoría de las secuencias proteicas comienzan con una metionina (específicamente con la versión modificada N-formilmetionina, fMet). Sin embargo, algunas proteínas se modifican después de la traducción, por ejemplo, cortando una proteína precursora, y es por esto que pueden existir diversos aminoácidos en el extremo N-terminal.

## Funciones

### Señalización
El extremo N-terminal es la primera parte de una proteína que sale del ribosoma durante la síntesis proteica. Contiene, generalmente, secuencias que actúan como señales de destino intracelular, básicamente como un código postal, que permite la entrega de la proteína en el lugar designado dentro de la célula. Esta señal de destino suele cortarla una peptidasa, luego de una exitosa destinación. Además, el ácido N amino terminal de una proteína es un factor importante que gobierna su vida media (probabilidad de ser degradados). Esto se conoce como la regla del N-terminal.

### Péptido señal
El péptido señal del extremo N-terminal es reconocido por la partícula de reconocimiento de la señal (SRP, por Signal Recognition Particle), lo que da como resultado la destinación de la proteína a una vía de secreción. En la célula eucariota, estas proteínas se sintetizan en el retículo endoplásmico rugoso. En células procariotas, las proteínas se exportan a través de la membrana plasmática. En los cloroplastos, el péptido señal destina las proteínas a los tilacoides.

### Péptido de destinación mitocondrial
El péptido de destinación mitocondrial (mtTP, por sus siglas en inglés MiTochondrial Targeting Peptide) en el extremo N-terminal permite que la proteína se importe al interior de la mitocondria.

### Péptido de destinación al cloroplasto
El péptido de destinación al cloroplasto (cpTP, por sus siglas en inglés ChloroPlast Targeting Peptide) en el extremo N-terminal permite que la proteína se importe al interior del cloroplasto.

### Modificaciones N-terminal
Algunas proteínas se modifiquen después de la traducción, a través de la adición de membranas de sujeción que permite a la proteína asociarse con la membrana sin tener un dominio transmembránico. El N-terminal y el C-terminal de una proteína se puede modificar de esta manera.

### N-miristoilación
El N-terminal se puede modificar por la adición de una sujeción miristóilica. Las proteínas que son modificadas de esta forma contienen un patrón común en su N-terminal como una señal de modificación.

### N-Acilación
El N-terminal también se puede modificar por la adición de un ácido graso de sujeción para formar proteínas N-aciladas. La forma más común de esta modificación es la adición de un grupo palmitoílico.